# Diocesi di Jaú
La diocesi di Jaú (in latino Dioecesis Iauensis) è una sede della Chiesa cattolica in Brasile suffraganea dell'arcidiocesi di Campinas. Nel 2024 contava 311.096 battezzati su 434.783 abitanti. È retta dal vescovo Francisco Carlos da Silva.

## Territorio
La diocesi comprende 15 comuni dello stato brasiliano di San Paolo: Jaú, Bariri, Barra Bonita, Bocaina, Borborema, Brotas, Dois Córregos, Ibitinga, Itaju, Itápolis, Itapuí, Mineiros do Tietê, Nova Europa, Tabatinga e Torrinha.
Sede vescovile è la città di Jaú, dove si trova la cattedrale di Nostra Signora del Patrocinio.
Il territorio si estende su una superficie di 6.018 km² ed è suddiviso in 47 parrocchie.

## Storia
La diocesi è stata eretta il 26 giugno 2024 da papa Francesco con la bolla Evangelica sollertia, ricavandone il territorio dalla diocesi di São Carlos.

## Cronotassi dei vescovi
Si omettono i periodi di sede vacante non superiori ai 2 anni o non storicamente accertati.
- Francisco Carlos da Silva, dal 26 giugno 2024

## Statistiche
La diocesi, al momento dell'erezione nel 2024, su una popolazione di 311.096 persone contava 434.783 battezzati, corrispondenti al 71,6% del totale.
| anno | popolazione | popolazione | popolazione | presbiteri | presbiteri | presbiteri | presbiteri                | diaconi | religiosi | religiosi | parrocchie |
| anno | battezzati  | totale      | %           | numero     | secolari   | regolari   | battezzati per presbitero | diaconi | uomini    | donne     | parrocchie |
| ---- | ----------- | ----------- | ----------- | ---------- | ---------- | ---------- | ------------------------- | ------- | --------- | --------- | ---------- |
| 2024 | 311.096     | 434.783     | 71,6        | 67         | 62         | 5          | 4.643                     | 17      | 7         | 19        | 47         |